# ヴィライェト
ヴィライェト (トルコ語発音: [vilaːˈjet]; フランス語: vilaïet or vilayet) は、1867年1月21日のヴィライェト法(トルコ語: Teşkil-i Vilayet Nizamnamesi)の公布により正式に成立した、オスマン帝国最大の行政単位、州。タンズィマートにおける一連の改革の中でエヤレトに代わる形で設置されたものである。1856年の改革勅令で改革が宣言されると、1864年にミドハト・パシャを知事とするヴィライェト・ドナウ（ドナウ州）が試験的に設置された。その後次第にヴィライェトへの移行改革が進み、1884年に帝国全土でヴィライェト制の施行が完了した。

## 語源
ヴィライェトの語源はアラビア語のwilayah/wilaya (ولاية)である。アラビア語での原義は、特定の行政区画を指さない単なる「地域」程度のものであるが、オスマン帝国ではこれを行政単位の一つとして採用した。

## 歴史
1840年代から、オスマン帝国では従来の州（エヤレト）などの行政区画の再編改革が始まっていた。ヴィライェト法はこれを帝国全土で統一し、行政単位を整理する者であった。最大のヴィライェト（州、知事はワーリ）の下にサンジャク (知事はミュテサッリフ)、その下にカザ（県、知事はカイマカム）、その下にナーヒイェ (知事はミュディル) が置かれた。
ワーリはヴィライェトで皇帝の代理としてふるまう区画内最高の政治権威とされた。その下には財政（デフテルダル）、公文書（メクトゥブツィ）、外国人処理、公共事業、農業、商業をつかさどる長官が相当する帝国の大臣により任命されてワーリを補佐していた。これに司法長官 (mufettiş-i hukkam-i Şeri'a)を含めた者たちが、ヴィライェトの行政評議会を構成していた。また選出された4人のっ議員（2人はムスリム、もう二人は非ムスリム）からなる州議会が存在した。ワーリ不在時には、ヴィライェトの首都を含んでいる最高位のサンジャク (merkez sanjak)の知事が代理を務めた。同様の構造は下位の行政単位にも存在し、より下位の行政官やミッレト制により選出された現地の各宗教の指導者たちが議会や諮問委員会に参加した。

## 地図
1900年ごろのオスマン帝国におけるヴィライェトの配置は以下の図の通りである。

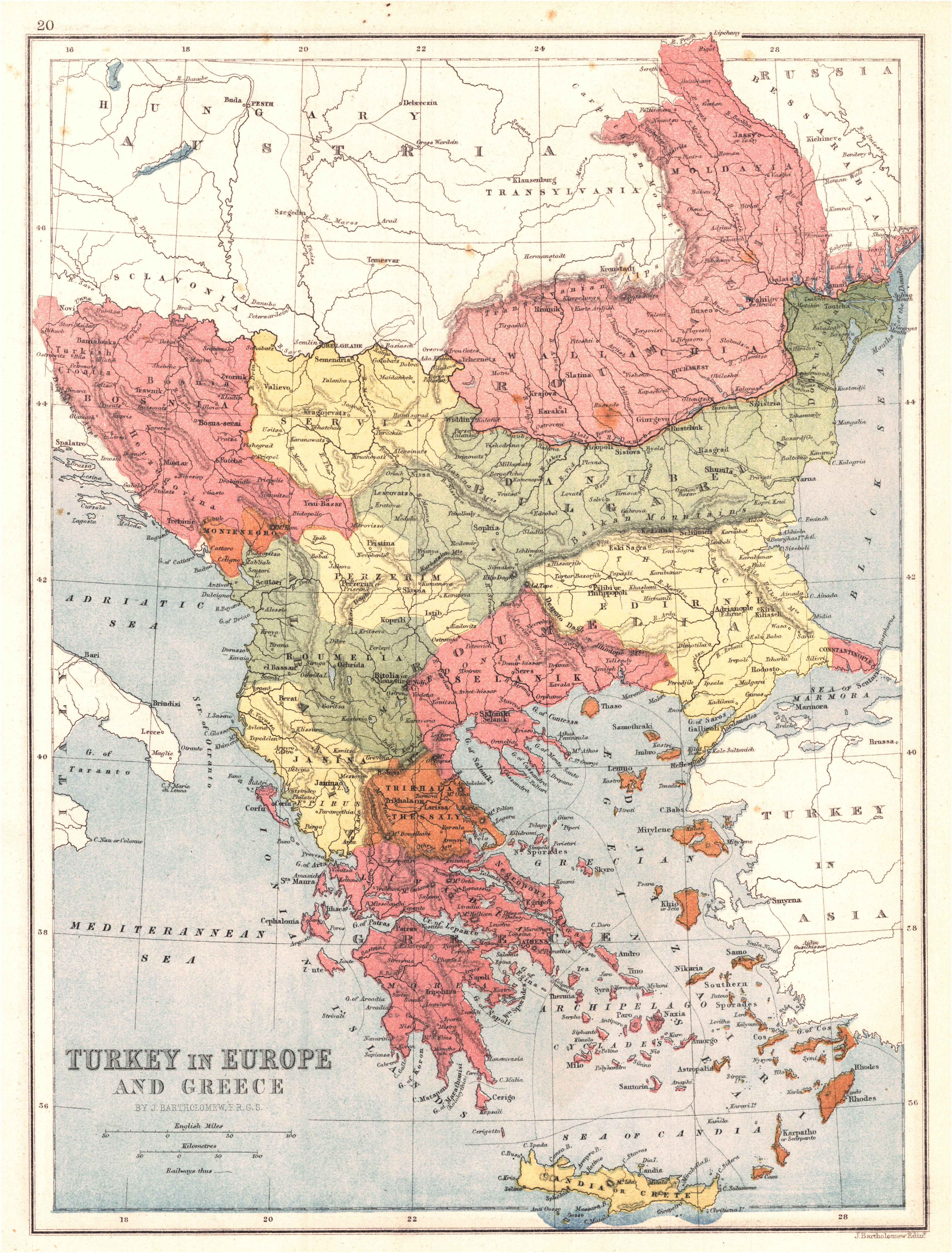
1870年のヨーロッパ領のヴィライェト
1877年のヴィライェト
1893年のヨーロッパ領のヴィライェト
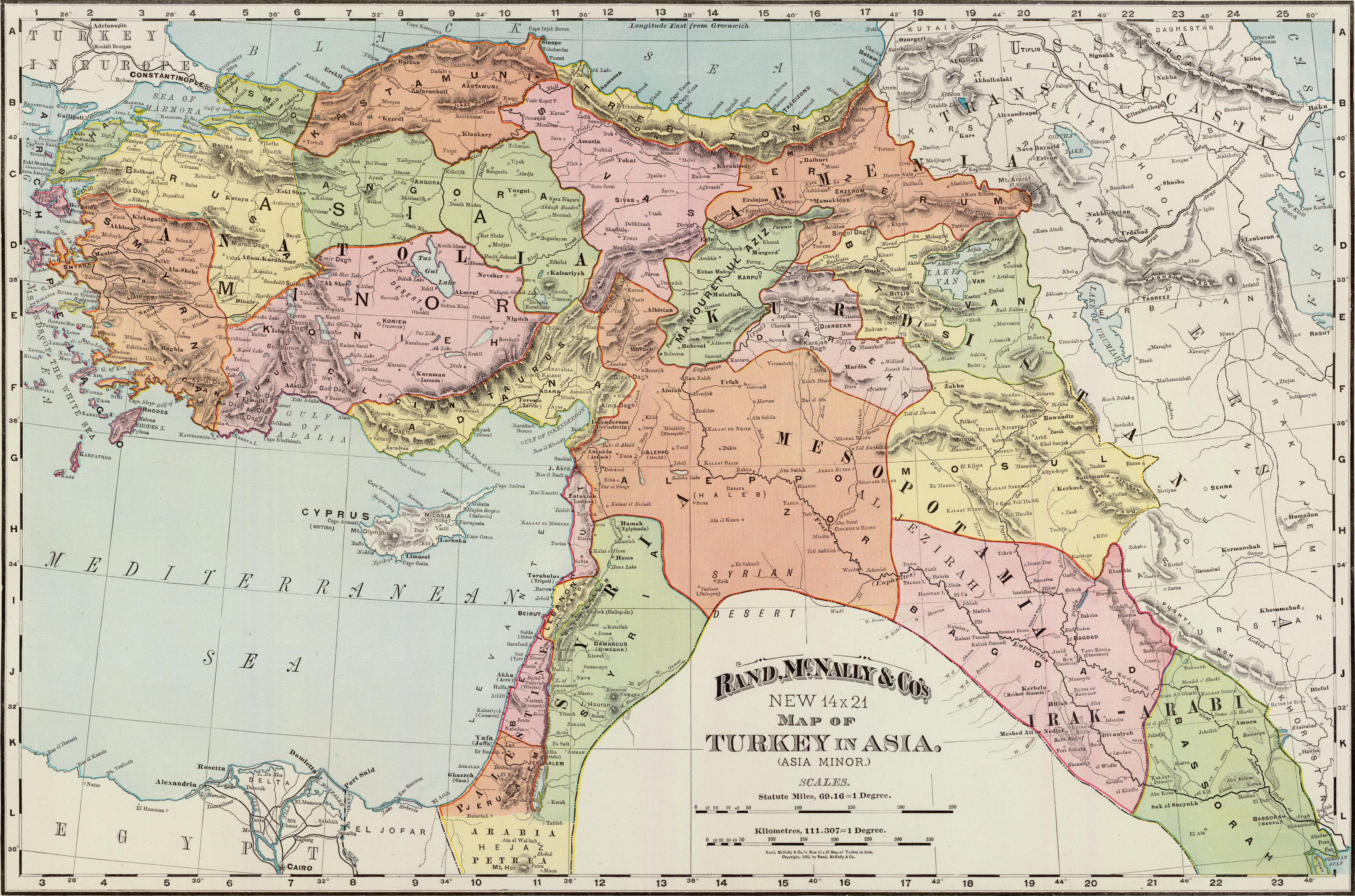
1897年のアジア領のヴィライェト
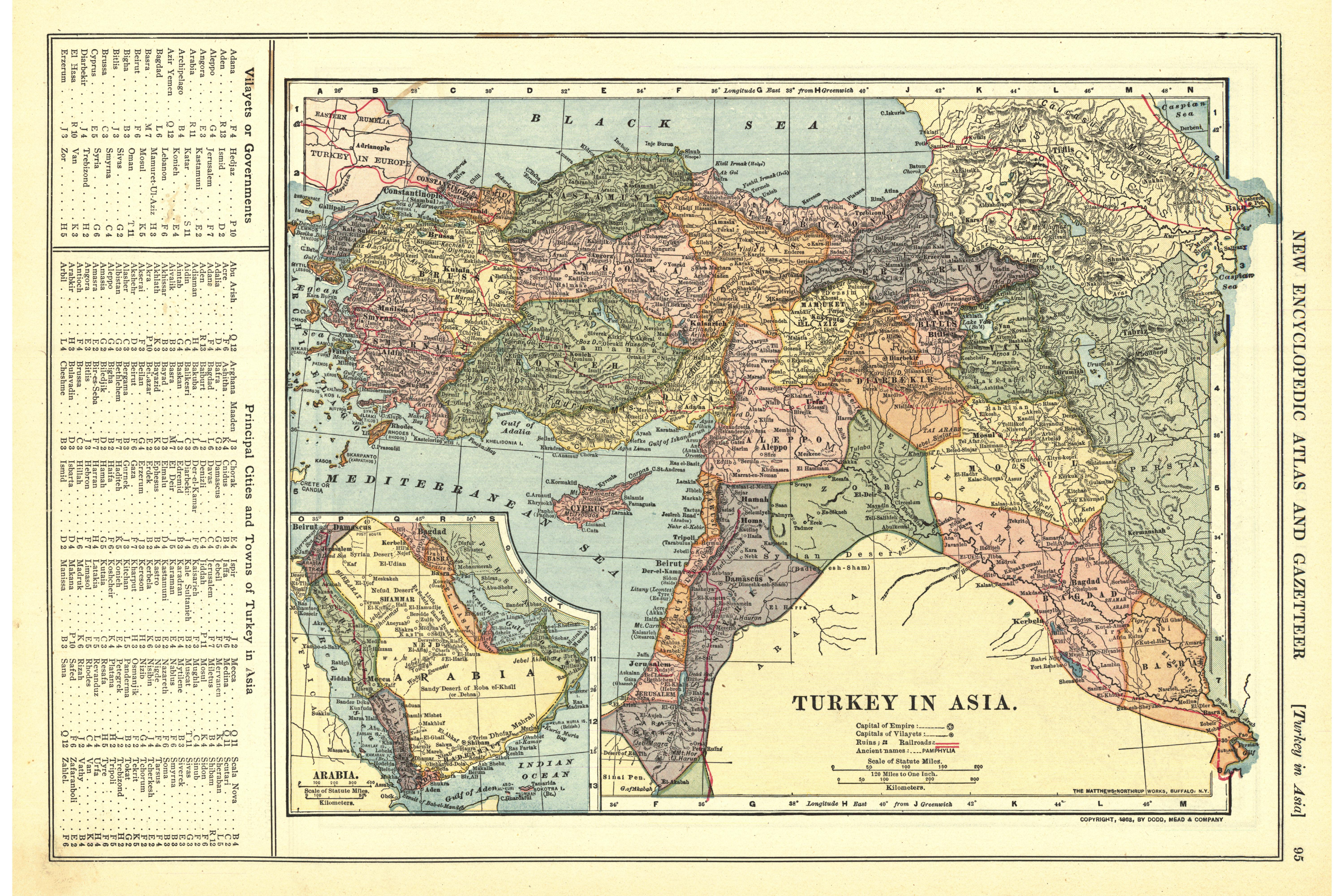
1909年のアジア領のヴィライェト
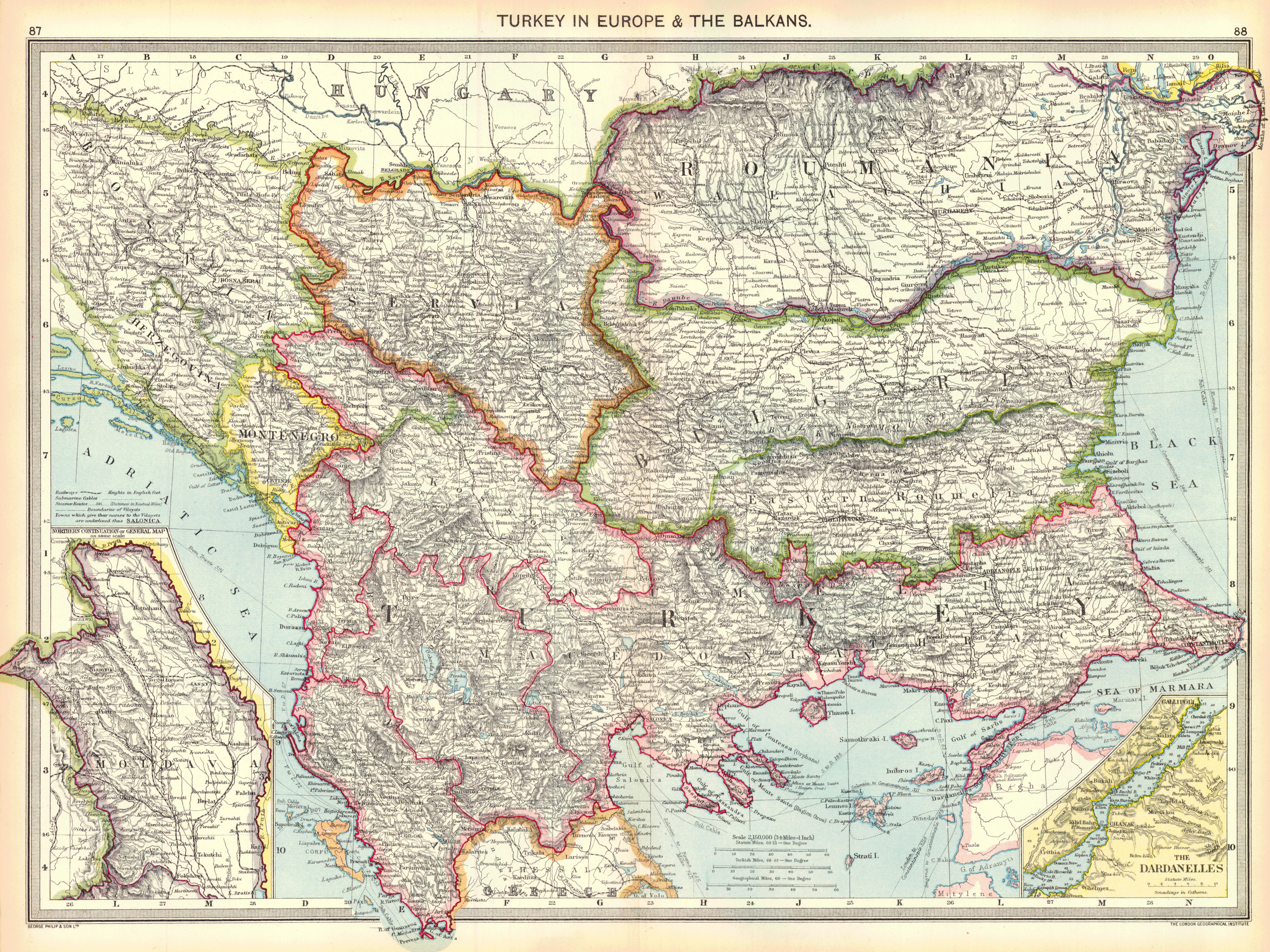
1910年のヨーロッパ領のヴィライェト
1911年のアジア領のヴィライェト